# Meta Brevoort

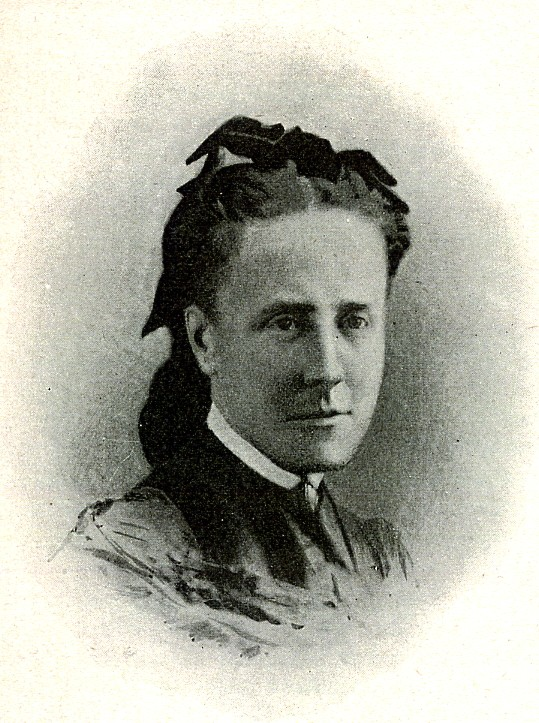
Miss Brevoort

Meta Brevoort nome porque é conhecida Margaret Claudia Brevoort ou mesmo  só Miss Brevoort, nasceu em  Nova Iorque em 1825 e morreu em Dakkig na Grã Bretanha em 1876, é um caso no alpinismo por ter efectuado várias ascensões, todos na Europa acompanhada pelo seu sobrinho William A. Coolidge que iniciou a essa prática desportica.
Geralmente acompanhada pelo guia de alta montanha Christian Almer, realizou importantes ascensões entre 1860-1870, durante a chamada idade de ouro do alpinismo. A sua ambição era a de ser a primeira mulher a subir ao Cervin, mas por meia dúzia de dias foi batida por Lucy Walker em 1871. No entanto realiza algumas das primeira ascensão feminina das Grandes Jorasses, do Jungfrau, do Weisshorn, da dent Blanche, do Bietschhorn, do Mönch, da aiguille de Blaitière, etc.
A ponta principal da Grande Ruine com 3 765 m no massif des Écrins no qual faz uma verdadeira primeira ascensão com o seu sobrinho Coolidge e os guias de sempre Christian Almer (o pai), Ulrich Almer (o filho), assim como com  Christian Roth e Peter Bleuer a 19 de Julho de 1873, foi por essa razão e em sua honra chamado de Ponta Brevoort.

## Ascensões
- 1870 - primeira ascensão do Pic Central de la Meije (3 973 m)
- 1871 - primeira ascensão do Fusshorn (3 701 m)
- 1873 - primeira ascensão do Râteau
- 1873 - primeira ascensão la Grande Ruine
- 1874 - primeira ascensão invernal do Wetterhorn

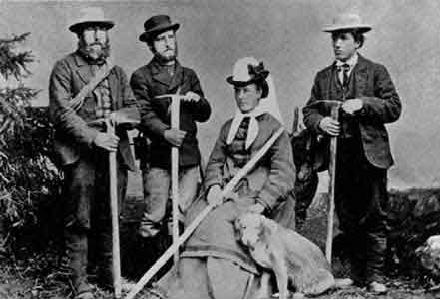
Meta Brevoort, sentada

- 1874 - primeira ascensão invernal do Jungfrau

## História de uma imagem
Na imagem vê-se Christian Almer e o seu filho Ulrich Almer, Meta Brevoort, a primeira mulher a subir ao Monte Branco, o seu sobrinho William A. Coolidge, e a cadela Tschingel que Christian havia oferecido a  William depois de uma tentativa não conseguida ao Wetterhorn no Eiger quando ele tinha 17 anos.
A cadela, Tschingel (1865 - 1876), acompanhou-os na subida de 36 colos e 30 cumes, entre os quais o Mont Blanc, o Mont Rose, o  Aletschhorn, o Finsteraarhorn, o Eiger, o Jungfrau, o Mönch, a Grande Ruine e o Râteau.